# Scuderia Cameron Glickenhaus
Scuderia Cameron Glickenhaus, también conocida como SCG es una pequeña empresa automotriz norteamericana fundada por Seth Glickenhaus, dedicada a la fabricación de coches de altas prestaciones. Entre sus modelos se encuentran el SCG 003, SCG 004, SCG BOOT, SCG 006, el LMH (siglas de Le Mans Hypercar) SCG 007 y el SCG 008.
El modelo más icónico de la marca es el SCG 003 que ha competido en varias competiciones como las 24 Horas de Nürburgring. Desde 2020 está presente en la carrera alemana el 004 (ausente en 2023). La marca entra también como constructor en la categoría Le Mans Hypercar del WEC desde la temporada 2021 con el SCG 007.